# Arcola (Missouri)
Arcola è un villaggio degli Stati Uniti d'America, situato nello Stato del Missouri, nella contea di Dade.